# Love Fail Repeat
Love Fail Repeat is een Nederlandse romantische fantasy-dramafilm uit 2025 geregisseerd door Erwin van den Eshof. De film ging op 20 februari 2025 in première.

## Verhaal
De film volgt de jonge, vaak sarcastische, vrouw Emy, die werkt als hotelmedewerkster op Curaçao. Alles loopt daar op rolletjes totdat haar leven een onverwachte wending neemt en ze gevangen raakt in een tijdlus, waarbij ze dezelfde dag continu blijft herbeleven. De situatie verandert als de charmante filmster Nathan Levi ook steeds ten tonele verschijnt en mogelijk als sleutel dient om uit de tijdlus te ontsnappen.

## Rolverdeling
| acteur               | personage        |
| -------------------- | ---------------- |
| Carré Albers         | Emy              |
| Twan Kuyper          | Nathan Levi      |
| Zoë Love Smith       | Jade             |
| Géza Weisz           | Ernesto          |
| Sophie Bouquet       | Sofia            |
| Gaby Blaaser         | Marit            |
| Robbert Rodenburg    | Casper           |
| Lisa Michels         | Lana             |
| Nyncke Beekhuyzen    | Linda            |
| Karin Bloemen        | mevrouw Doornbos |
| Emma Deckers         | Celine           |
| Mark Lucas Werkhoven | Dennis           |
| Chip                 | Hermit Crab      |
| Sinan Eroglu         | schaker          |

## Achtergrond
De film werd geregisseerd door Erwin van den Eshof en geproduceerd door Adel Boudellah en Thomas Wolff met productiebedrijven AM Pictures en Splendid Film. De opnames van de film gingen in februari 2024 van start op Curaçao. Hoofdrollen in de film waren weggelegd voor onder anderen Carré Albers, Twan Kuyper, Zoë Love Smith, Géza Weisz en Sophie Bouquet.

## Release
Op 6 januari 2025 werd de eerste trailer van de film naar buiten gebracht. Love Fail Repeat werd vervolgens op 20 februari 2025 door distributeur Splendid Film in de Nederlandse bioscopen uitgebracht.